# Лайонс-Хед (гора)
Ла́йонс-Хед (Лиукоп) (англ. Lion's Head, африк. Leeukop) — скала в Кейптауне. Расположена между горой Столовая и Сигнал-Хилл. Высота горы — 670 м.

## История
В XVII веке гора была известна как Леувен-Коп (нидерл. Leeuwen Kop — «Голова Льва»), а Сигнал-Хилл как Леувен-Старт (нидерл. Leeuwen Staart — «Хвост Льва»), так как по форме они напоминали сидящего на корточках льва. Англичане в XVII веке называли гору Шугар-Лоф (англ. Sugar Loaf — «Сахарная Голова»).

## Флора и фауна

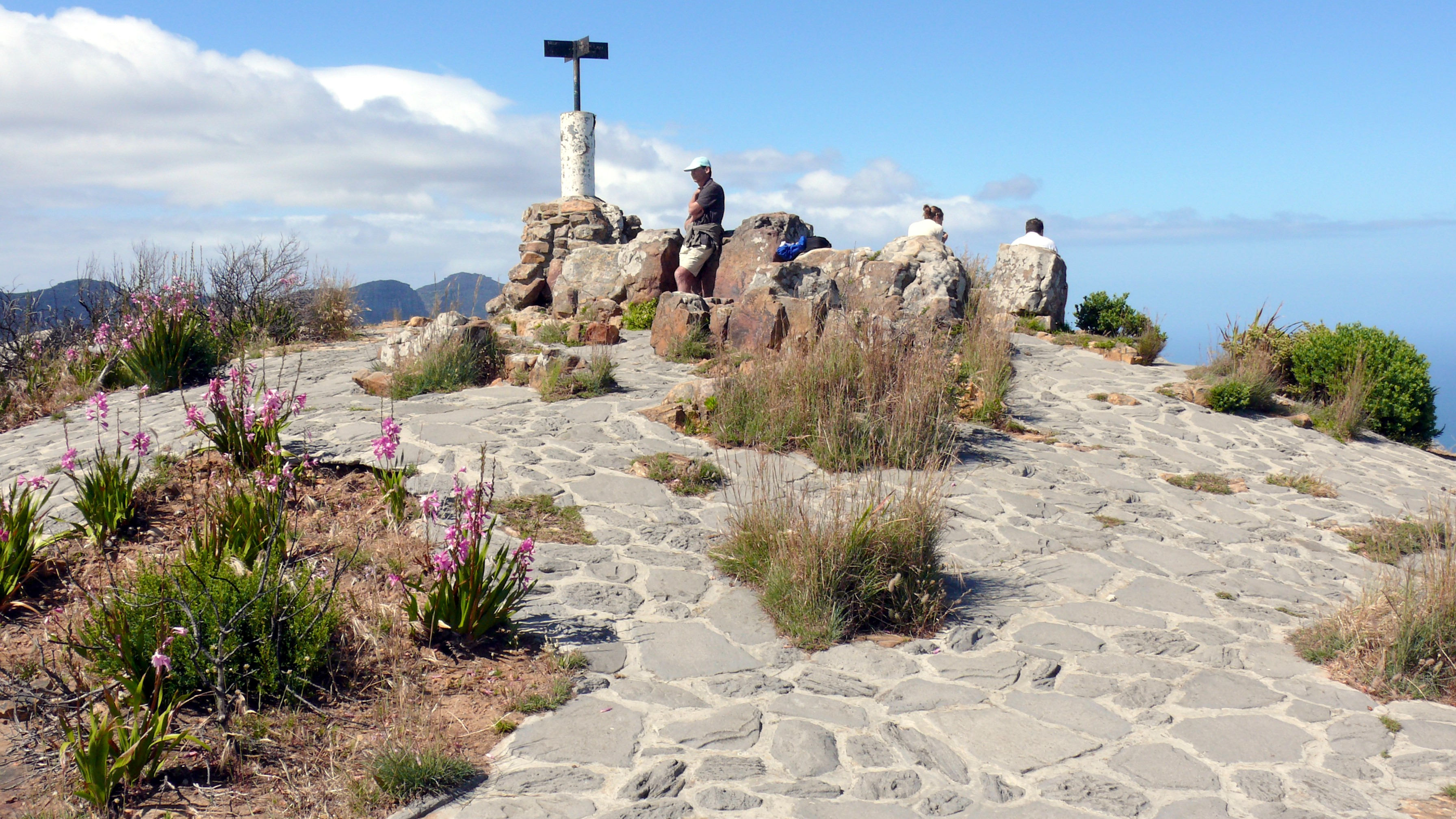
На вершине горы

Гора покрыта растительностью финбош, где водятся много мелких животных.

## Туризм
С горы открывается красивый вид на Кейптаун, особенно во время полнолуния. Склоны горы также являются популярным местом у парапланеристов.